# Love Streams
Love Streams és una pel·lícula estatunidenca dirigida per John Cassavetes, estrenada el 1984.

## Argument
A punt del divorci i desesperada, Sarah Lawson ret visita al seu germà, Robert Harmon, escriptor vividor i alcohòlic que té una relació amb Susan, una cantant. A Robert li imposen la custòdia del seu fill de vuit anys, que mai no ha vist abans. El nen quedarà terroritzat per l'univers hedonista i decadent del seu pare però li testimoniarà tanmateix el seu amor.
A part del seu fill, Robert, individualista, s'ha d'ocupar ara de la seva germana, la seva «millor amiga». Sarah Lawson, a semblança de Mabel Longhetti, el personatge d'Una dona ofuscada igualment interpretat per Gena Rowlands, és una dona depressiva borderline que s'està sovint a l'hospital. El seu marit Jack, també malalt, desitja en principi divorciar-se i veure només la seva filla els caps de setmana, però aquesta última preferirà finalment viure amb el seu pare i tots dos rebutjaran Sarah.
Refugiada a casa del seu germà, Sarah intenta amb un cert èxit frenar l'autodestrucció nihilista de Robert envoltant-lo d'animals. Viuen un intens amor fraternal.
Els personatges s'interroguen al llarg de la pel·lícula sobre l'existència d'un «flux» (stream) incontrolable representant l'amor, enllaçant les persones unes als altres i podent variar d'intensitat.

## Repartiment
- Gena Rowlands: Sarah Lawson
- John Cassavetes: Robert Harmon
- Diahnne Abbott: Susan
- Seymour Cassel: Jack Lawson
- Margaret Abbott: Margarita
- Jakob Shaw: Albie Swanson
- Eddy Donno: Stepfather Swanson
- Joan Foley: el jutge Dunbar
- Al Ruban: Milton Kravitz
- Tom Badal: Sam, l'advocat

## Premis[calcitació]
- Festival Internacional de Cinema de Berlín 1984: Os d'Or i premi FIPRESCI.